# Pedro Álvarez Osorio (f. 1483)
Pedro Álvarez Osorio (siglo XV-Priaranza del Bierzo, León, 1482), I conde de Lemos.

## Biografía
Era hijo de Rodrigo Álvarez Osorio y de Aldonza Enríquez. Heredó el señorío de Cabrera y Ribera, y un conjunto de villas y lugares como Balboa, Vega de Valcarce, Corullón y Matilla. Casado en primeras nupcias con Beatriz de Castro —quien heredó los señoríos gallegos de su padre, Pedro Enríquez de Castilla, conde de Trastámara y su esposa Isabel de Castro, en 1434 consiguió ampliar sus extensos dominios gracias a la donación, por parte del monarca Juan II, de las tierras que este le había expropiado a ella y a la familia a causa de la traición de Fadrique, aunque haciendo excepción del condado de Trastámara y las villas de Arjona y Arjonilla. Con esta maniobra, los Osorio se transformaban en uno de los grandes linajes nobiliarios que enclavaban sus señoríos en el reino de Galicia y en la comarca leonesa del Bierzo. Entre las villas que poseía se hallaban Ponferrada, Villafranca del Bierzo, Monforte, Sarria, Triacastela y algunas otras más que ya había adquirido con anterioridad del acuerdo con el rey, como Cacabelos, donada por el arzobispo de Santiago Rodrigo de Luna
En 1453 fundó mayorazgo sobre su único hijo varón, Alonso Osorio. Al mismo tiempo moría su hija María y, dos años después, en 1455, su esposa Beatriz. 
El 26 de junio de 1456, por una real carta fechada en la ciudad de Sevilla, el rey Enrique IV de Castilla le concedió el condado de Lemos con carácter hereditario y perpetuo.
La muerte de su heredero Alonso en 1467, con los problemas sucesorios que esto acarreaba, lo llevó a tramitar una bula apostólica para legitimar a su nieto Rodrigo. No obstante, y para mayor seguridad, al año siguiente contrajo segundo matrimonio con María Bazán —hija de Pedro de Bazán, vizconde de la Valduerna y señor de La Bañeza, y de Mencía de Quiñones—.
Por estos mismos años se enfrentó a los irmandiños de Galicia, quienes le derribaron las fortalezas de Corullón, Moeche, Monforte, Sarria y las murallas de la villa de Puente de García Rodríguez. No obstante, fueron derrotados y Enrique IV le concedió al conde de Lemos un juro de 698.000 maravedís, que utilizó para comprar nuevas tierras: las villas de Arganza, Campelo y la Puebla de Brollón, por ejemplo.
El conde falleció en 1482 en el castillo de Cornatel, Priaranza del Bierzo. Por entonces, era, en opinión de los cronistas Hernando del Pulgar y Jerónimo de Zurita, el mayor señor del reino de Galicia.

## Matrimonio y descendencia
Se casó en 1430 con su tía, Beatriz de Castro, de quien tuvo dos hijos, ambos fallecidos antes que su padre:
- Alonso Osorio (m. 1467), padre de Rodrigo Enríquez Osorio, que fue el II conde de Lemos y grande de España;
- María, fallecida en 1453.

El 8 de febrero de 1468, contrajo un segundo matrimonio con María de Bazán, de cuyo enlace nacieron cuatro hijas:
- Juana (1470-1491), casada con Luis Alfonso Pimentel y Pacheco, I marqués de Villafranca del Bierzo;
- María (1475-1523), casada Juan Portocarrero y Cárdenas, I marqués de Villanueva del Fresno;[4]
- Constanza (n. 1477), segunda esposa de Álvaro Pérez Osorio, III marqués de Astorga;[5]
- Mencía, que casó con Bernardino Pimentel y Enríquez, I marqués de Távara.[5]